# TRS-80 MC-10
O microcomputador TRS-80 MC-10 foi um membro menos conhecido da linha TRS-80 de computadores domésticos, produzido pela Tandy Corporation no início dos anos 1980 e vendido através da cadeia de lojas da mesma, a RadioShack. Aparentemente, destinava-se a ser uma alternativa de baixo custo para outra máquina da Tandy, o TRS-80 Color Computer, numa tentativa de competir numa faixa de mercado dominada por micros básicos como o Commodore VIC-20 e o Sinclair ZX81.
Devido aos seus recursos limitados, o MC-10 interessou apenas aos hobistas e como máquina de aprendizado de programação de computadores. Não foi um sucesso comercial e sua produção encerrou-se apenas um ano após o lançamento.
Um clone do MC-10, o Alice, chegou a ser comercializado na França através de uma colaboração entre a Tandy, Matra e a editora Hachette. No Brasil, a Sysdata Eletrônica também produziu um clone igualmente obscuro, o Sysdata Microcolor.
O teclado do MC-10 foi considerado um dos dez piores de todos os tempos pela revista PC World.

## Descrição
Do tamanho de um livro, o MC-10 era equipado com quatro KiB de RAM, uma UCP Motorola MC6803 de 8 bits, uma porta serial RS-232, e recursos gráficos semelhantes aos do Color Computer original (através do mesmo VDG Motorola MC6847).
Como muitos dos primeiros computadores domésticos, o MC-10 possuía um interpretador BASIC em ROM e usava cassetes para armazenamento. Texto e gráficos eram exibidos num televisor através de um modulador RF. Menos comum em máquinas de sua categoria era a porta serial RS-232 embutida, a qual permitia que o MC-10 usasse uma ampla variedade de impressoras e modems sem necessidade de hardware adicional.
Mesmo assim, em 1983, na época do seu lançamento, as especificações do MC-10 estavam ultrapassadas. Drives, teclados mecânicos, gráficos de média resolução e bancos de memória de 64 KiB estavam tornando-se populares em computadores domésticos; o MC-10 não oferecia nada disso, limitando severamente as funções que poderia realizar e a faixa de usuários para os quais poderia ter algum apelo. Mesmo os hobistas não foram atraídos pelo preço baixo, e a Tandy pouco fez para divulgar a existência da máquina.
O MC-10 foi descontinuado em 1984, junto com o módulo de expansão de 16 KiB e uma pequena quantidade de software em fita cassete que havia sido produzida para ele. Não chegou a angariar muitos fãs.

## Características
- Memória:
  - ROM: 12 KiB
  - RAM: 4-20 KiB
- Teclado: "chiclete" com 48 teclas, incorporado ao gabinete
- Display: coprocessador MC6847, 9 cores
  - 16×32 (texto)
  - Baixa resolução: 64×32, 8 cores (4 bpp)
  - Baixa resolução: 64×64, 4 cores (2 bpp)
  - Média resolução: 128×64, 2 cores (1 bpp)
  - Média resolução: 128×64, 4 cores (2 bpp)
  - Média resolução: 128×96, 2 cores (1 bpp)
  - Média resolução: 128×96, 4 cores (2 bpp)
  - Alta resolução: 128×192, 2 cores (2 bpp)
  - Alta resolução: 128×192, 4 cores (2 bpp) (com expansão de RAM)
  - Alta resolução: 256×192, 2 cores (1 bpp) (com expansão de RAM)
- Expansão:
  - 1 porta de expansão
- Portas:
  - 1 saída para TV, canais 3 ou 4 VHF
  - 1 porta RS-232 (300-9600 bauds; 600 bauds no BASIC)
- Armazenamento:
  - Gravador de cassete em 1500 bauds, controle remoto do motor

### Interfaces
Embora a interface para expansão de memória fosse diretamente conectada à UCP e pudesse ser usada por diversas aplicações, o respectivo conector tinha um número incomum de pinos e, por isso, era muito difícil de ser adquirido.
A interface serial RS-232 tinha uma utilidade extremamente limitada. E ainda que o processador MC6803 incluísse convenientemente uma UART embutida, esta não estava habilitada e, portanto, não podia auxiliar a interface RS-232. Em parte, isto se devia ao cristal do colorburst de TV de 3,58 MHz, empregado para gerar vídeo e pulsos de relógio para a UCP, sendo que sua taxa de pulsos de relógio não correspondia à taxa padrão de bps quando dividido para a UART. Com efeito, os próprios programas precisavam controlar todos os bits individualmente de/para a interface RS232, criando temporizações especialmente críticas e artificiais.
A interface para gravador cassete sofria de problemas similares e embora o Microcolor BASIC incluísse um comando CLOADM não documentado em seu manual, para o carregamento de programas em linguagem de máquina, bem como uma função VARPTR, também não documentada, para manipular variáveis de memória, não estava disponível o correspondente comando CSAVEM (documentado ou não) que permitisse gravar em fita programas desenvolvidos em linguagem de máquina.

## Software
Uma quantidade limitada de software foi disponibilizada em cassete para o MC-10, incluindo Lunar Lander, Checkers e um jogo de Pinball em código de máquina. Todavia, como muitos programas escritos em Basic para outros modelos TRS-80 eram compatíveis com o MC-10, muitos livros com programas nesta linguagem estavam disponíveis para o usuário desejoso por digitar códigos.